# Сероштанов
Сероштанов — хутор в Алексеевском районе (городском округе, с 2018) Белгородской области, входит в состав Меняйловского сельского поселения.

## Описание
Расположен в восточной части области, в 10 км к юго-востоку от районного центра, города Алексеевки. 
| 1859 | 2002 | 2010 |
| ---- | ---- | ---- |
| 388  | ↘23  | ↘7   |

Улицы и переулки
| - ул. Дачная - ул. Мира - ул. Светлая |